# 妹先生 渚
『妹先生 渚』（いもうとせんせい なぎさ）は、村枝賢一による日本の漫画。『ゲッサン』（小学館）にて2010年5月号より2014年5月号にかけて連載された。単行本は全5巻が小学館から刊行された。『週刊少年サンデー増刊号』（同）において、1989年11月号から1993年2月号にかけて連載された『光路郎』の続編となっている。

## ストーリー
海の見える町にある、坂上町高校。そこに「妹先生」と呼ばれる教師、川越渚がいた。まだまだ駆け出しで失敗も多いが、「生徒と教師」ではなく対等な立場として生徒一人一人に熱心に向かい合うその姿が、周囲の人間によい変化を与えていく。

## 作品の特徴、前作との差異
- 前作である『光路郎』から本編の開始までに17年ものブランクがある。そのため、坂上町高校の外観などが修正されたほか、作者のミスで、前作最終話では英語教師になっていた渚が本作では国語教師となっている。ただし英語は堪能になっている。
- 各話のタイトルは前作同様「英語＋日本語サブタイトル」の形式をとっている。
- 前作同様、主人公は固定だが、主人公を含む学校の教師・生徒などが入れ替わりで毎回の話の中心となる形式である。しかしながら、前作と比べ、渚が顧問を務める剣道部での活動に重点が置かれている。

## 登場人物

### 光福寺（川越家）
川越渚 (かわごえ なぎさ)
主人公。24歳。坂上町高校で国語教師をしている。本編始めでは1年B組、翌年は2年組の担任を務める。黒髪を後ろでひとつに纏めていて、口元にほくろがある。角度によって青く見える瞳は、実は彼女が日本人とアメリカ人のハーフであるため。基本的に熱血でおせっかい。生徒ひとりひとりを大事にしており、色々なことに首を突っ込みやすい。落ち込んだり思い悩んだりしたときに海に入って浮かぶ癖がある。幼い頃から剣道に打ち込んでおり、現在も素振り千本は毎朝の日課。高校生の時点では二段、本編開始時には四段に昇段していた。最終的に剣道は六段に昇段している。高校の頃まで、英語の会話を見聞きするとジンマシンが出る「英語アレルギー」があった。一度克服したものの、現在でも軽度に症状が現れる。
光路郎・オハラ（こうじろう・オハラ）
渚の兄。前作『光路郎』の主人公。金髪碧眼で、赤い野球帽とサーフボードがトレードマーク。「先生と呼ぶな、光路郎と呼べ」が口癖。自分が子供の頃父と歩いたアメリカの景色を自分の子供たちにも見せたいと思い、幼い米路郎と凪を連れて長い間アメリカに渡っていた。他者のために熱くなる性格はそのままで、帰国してすぐにヤクザと乱闘し懲戒を受ける。復職を機会に古いが見晴らしのいい一軒家に家族4人で引っ越し、その後は1年E組のクラスの担任になった。
川越金蔵（きんぞう）
渚の祖父。光福寺の住職。物静かで渚や米路郎たちを温かく見守っている。
川越ウメ
渚の祖母。人当たりはきついが渚たちのことをとても大切にしている。
川越海子（うみこ）
渚と光路郎の母。渚が幼い頃に病死しており、作中では写真と回想でのみ登場する。
オハラ和香子（オハラ わかこ）
光路郎の妻。旧姓、吉永和香子。渚や光路郎同様に坂上町高校で教師をしている。光路郎が帰国するまでは光福寺で渚たちとともに暮らしていた。穏やかだが芯は強く、怒らせると怖い。
米路郎（べいじろう）
光路郎の息子。金髪碧眼に野球帽と、光路郎をそのまま小さくしたような容貌をしている。アメリカ暮らしが長かったため箸の使い方も日本語もすっかり忘れてしまったらしい。日本に来てすぐのころは、地元の子供たちの輪になじめず、喧嘩してボロボロになって家に帰ってくることが多かった。
凪（なぎ）
米路郎の妹。セミロングの黒髪に大きな目。米路郎と対照的に人懐っこい。
雀之進（ちゅるのしん）
米路郎と凪が助けたスズメ。初登場の11話では小人のように描写され、言葉を話し爪楊枝を刀のように振るうが、最後のコマで正体が判明する。光路郎たちが引っ越したあとも光福寺で飼われている。

### 坂上町高校（坂上町高校）

#### 生徒
日高幸（ひだか ゆき）
渚の生徒の一人。黒い癖毛と太い眉が特徴的な少年。大人は信用ならない、尊敬できないからと反抗的な態度をとる。特に父親と仲が悪く、実家ではなくアパートで暮らし、ガソリンスタンドでアルバイトをしている。非嫡出子であるため、母とは籍の繋がりがない。しかしながら病に伏せる母をとても気にかけている。渚が剣道で上条を撃退する様子を見たことをきっかけに右来田、佐竹とともに剣道部に入部し、3人中一番の上達を見せる。そうして渚と関わっていくうちに彼女に一目置き、それに関連して光路郎や原ともよくつるむようになる。
右来田敏也（うきた としや）
日高の友人。小柄なお調子者。勉強が苦手で、剣道の試験も筆記の成績が原因で落ちていた。年上好きで、古庄を慕う。
佐竹一徳（さたけ いっとく）
日高の友人。長身で線目、長い髪をヘアバンドでオールバックにしている。温和でノリが良い。
池田憂佳（いけだ ゆか）
金髪ロングヘアの少女。日高を気に入っている。日高たちの入部と同時に剣道部のマネージャーとなる。
荒崎鮮魚（あらさき せんな）
明るく小柄な少女。渚のことを「渚ちゃん」と呼んでこよなく愛しており、隠し撮りしたり、遂にはファンクラブまで作っている。マイペースで遠慮がなく、そのため周囲にあまり馴染めずにいる。子供の喧嘩に乱入したり何かと干渉してくる父が大嫌いで、自分がクラスで孤立するのは父のせいだと言っていたが、自分と父の性格を受け入れ、和解した。
横山（よこやま）
眼鏡をかけた少年。渚の生徒の一人。渚の言動にことあるごとに「24でそれってイタくね？」と言う。趣味は釣りで学校にも釣り道具を持ち込んでいる。剣道部の練習試合の際に人数合わせで無理やり入れられ、あっさり敗退。その後も流れで剣道部にいるが無段。
梶文哉（かじ ふみや）
色黒で大柄な男。幾度となく停学を繰り返した問題児で、高校入学後、未経験の剣道部に入るや流血沙汰を起こし、他の部員を締め出した。自身をゴミだと卑下しており、高校もいつ退学してやろうかと考えている。
大関昴（おおぜき すばる）
1年A組の生徒。決して不真面目ではないのだが、入学当初から成績が最下位で、「落ち星」というあだ名を付けられている。天体観測が好きで、幼い頃は宇宙飛行士になることが夢だった。
千代金一期（ちよがね いっき）
髪型や体格が渚と似ているが、非常に目つきが悪く、周囲に怖がられている。本人もそれをコンプレックスに感じていて、伊達眼鏡をかけたりしているが、そんな自分の目を真っすぐに見つめ返してくる渚と光路郎に惹かれ、特に渚とは積極的に試合する。小学生の頃から剣道を習っており、高校入学後もすぐに剣道部に入部する。右来田を圧倒するほどの腕前だが、無段。その理由は昔から乗り物酔いがひどくて会場に辿り着けないため。負けず嫌いで、自分への厳しさが他者への評価にも影響してしまうタイプ。「自分のペースを乱されるのが嫌い」と言っているが、困っている人や動物を放っておけずに首を突っ込んでしまう性格。
夏川晴清（なつかわ はるきよ）
一期の幼なじみ。坊主頭で、一期とは対照的に愛嬌のある顔立ちをしている小柄な少年。一期を気にかけており、喋りすぎては他ならぬ彼女に一蹴される。剣道部新入部員の中で唯一の二段。
千波有作（せんば ゆうさく）
一期のクラスメイト。友人の堀田、国仲と一緒になって一期に嫌がらせをする。
小宮智花（こみや ちか）
つぶらな瞳の少女。剣道部新入部員唯一の初心者。友人と一緒に入部することにしたのだが、見学のときに、既に入部していた一期をみて惚れ込む。一期に強く憧れ、昇段試験の際には彼女を追って徒歩で会場に向かう。猫アレルギー。

#### 教師
上泉燕（かみいずみ つばめ）
坂上町高校に新しく赴任してきた青年。22歳。髪で左目が隠れており、時折妖怪のような顔に描かれる。東京出身で東大の教育学部を首席で卒業した優等生だったが、冷酷で、問題を抱える生徒たちを見下している。学生時代剣道の大会で不正行為を働き、渚に成敗される。眉間には当時の小さな傷が残っているが、渚はそのことを完全に失念している。渚を打ち負かしその屈辱を晴らすために坂上町高校にやってきた。目的のためならば手段は問わない。
三影誠（みかげ まこと）
体育教師。前作で光路郎が赴任する前からいた古株。和香子が光路郎と結婚してからも彼女を愛しており、彼女にだけは明らかに態度が異なる。光路郎に積年の恨みがあり、光路郎の妹である渚を打ち負かしたい上泉に協力している。
倍賞（ばいしょう）
保健教諭。短い黒髪の女性。ときおり英語アレルギーを起こし保健室を訪れる渚とは親しい。
校長先生
坂上町高校の校長。非常に小柄で、会話中に見失われたり、他の教師に持ち上げてもらいながら話すことがある。

### 坂上町の住民

#### 渚の同窓生（前作の登場人物）
古庄恵（ふるしょう けい）
喫茶店「恵コーヒー」を営んでいる女性。黒髪の長髪に八重歯が特徴的。サバサバとした性格の美人だが、反面大雑把で、店で出している料理も実はレトルト。
原謙治（はら けんじ）
みかん農家の跡取り息子。非常に長身で目立つため、クラスが違った中学のころから渚は彼のことを知っていた。芽（後述）との一件を機に、渚と正式に付き合い始める。寡黙で不器用。基本的には落ち着いているが、しばしば高校時代の荒っぽさを覗かせる。
藤井鉄矢（ふじい てつや）
食堂を営んでいる。高校時代は不良で、現在も血の気が多い。原とは犬猿の仲。

#### その他
古庄元（ふるしょう げん）
古庄の父。昼は漁師、夜はおでん屋台で生計を立てている。光路郎と仲が良い。
日高厳蔵（ひだか げんぞう）
幸の父。町の大手、日高建設の代表取締役。厳格で高圧的であり、フンと鼻で返事をする。幸の他にも息子が2人、娘が1人いる。
明神（みょうじん）
幸の母。ウェーブしたロングヘアで、目元が幸とよく似ている。肺炎を患っており、入院している。
鮮魚の父
漁師。小柄で童顔な娘からは想像もつかない、強面で屈強な男。妻はDVで別居しているため、鮮魚と2人で暮らしている。娘をとても大事にしているが、その行き過ぎた言動故に娘には嫌われている。
倉本芽（くらもと メグ）
生鮮食品店「ハーベサン」を取りまとめる行動的な女性。組合として知り合った原のことを気に入り、婚約者だと偽った。その後も、望まない見合いから逃げて原の家に転がり込む。
龍星実（りゅうせい みのる）
超大手運輸会社「龍星運輸」の御曹司。JC（日本青年会議所）で芽と出会い、その後親同士が投合して彼女の見合い相手となる。物静かな青年だがその性格を芽に毛嫌いされている。ゆるキャラのデザインが趣味でしょっちゅうスケッチしている。
陣内治（じんない おさむ）
アメリカのマイナーリーガー。ピッチャーを務める。色黒の肌や穏やかな瞳はそのままだが、髪が金髪になり、サングラスをしている。古庄の高校時代からの恋人で、「恵ちゃん」「治」と呼び合うようになっている。大リーガー昇格を目前に、坂上町に帰ってきた。
天雷恭亮（あまらい きょうすけ）
長髪に不精髭の男性。理髪店の息子だったが、人魚を追い求め民俗学者としてフィールドワークをしている。
えみりィー
藤井が言い出した飲食店合同企画「坂上町伽哩街道（さかうえまちカリーかいどう）」を取材に来たアイドル。実は坂上町出身で、本名は嶋本えみ。玉ねぎ農家の娘だが、高校時代は不良で、藤井と揉めたことがある。

## 備考
- 舞台となっている坂上町のモデルは、作者の故郷である熊本県芦北町である[3]。